# ISSN

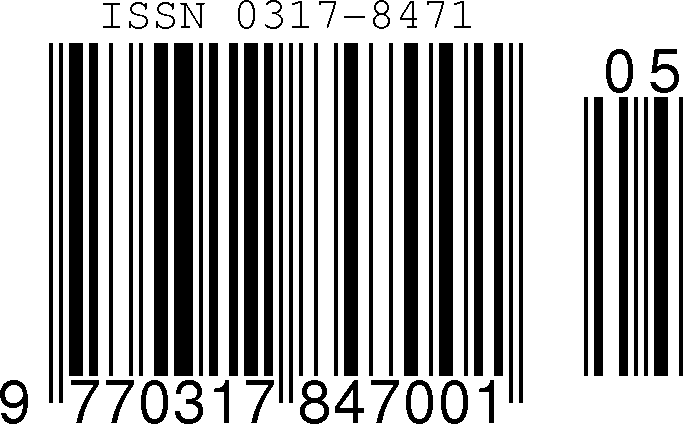
ISSN được mã hóa trên mã vạch EAN-13 kèm sequence variant là 0 và số kỳ (issue) là 5

Mã số tiêu chuẩn quốc tế cho xuất bản phẩm nhiều kỳ hay viết tắt là ISSN (tiếng Anh: International Standard Serial Number) là một dãy số độc nhất gồm tám chữ số, được dùng để nhận dạng một xuất bản phẩm nhiều kỳ dạng giấy in hoặc điện tử như tạp chí định kỳ, tạp chí chuyên khảo, báo, bản tin, xuất bản phẩm thông tin, niên giám, báo cáo thường niên, kỷ yếu hội nghị hay hội thảo, phụ trương hay phụ bản của các xuất bản phẩm nhiều kỳ. Nhiều xuất bản phẩm có ở cả hai dạng in và điện tử nên được ISSN xếp vào hai loại là: ISSN in (p-ISSN) và ISSN điện tử (e-ISSN hay eISSN). Hệ thống ISSN được phác thảo như một tiêu chuẩn quốc tế ISO vào năm 1971 và được ấn hành với tên gọi ISO 3297 vào năm 1975. Tiểu ban ISO TC 46/SC 9 là cơ quan quản lý tiêu chuẩn này.

## Định dạng
ISSN gồm tám chữ số, được phân cách làm hai phần (mỗi phần gồm bốn chữ số) bởi một dấu gạch nối. Chữ số cuối (có thể là một trong các chữ số từ 0 đến 9 hoặc chữ cái X) là chữ số kiểm tra. Ví dụ, ISSN của báo Tuổi Trẻ là 0868-3999, trong đó chữ số kiểm tra là 9.
Có thể dùng thuật toán sau để tính ra chữ số kiểm tra:
Lấy mỗi chữ số trong bảy chữ số đầu của ISSN nhân với số chỉ vị trí của nó trong dãy số (tính từ bên phải sang), sau đó tính tổng các tích này. Trong ví dụ ISSN nêu trên, bảy chữ số đầu là 0, 8, 6, 8, 3, 9 và 9. Số chỉ vị trí của chúng (tính từ bên phải sang) lần lượt là 8, 7, 6, 5, 4, 3, và 2. Như vậy:
{\displaystyle 0\cdot 8+8\cdot 7+6\cdot 6+8\cdot 5+3\cdot 4+9\cdot 3+9\cdot 2}
{\displaystyle =0+56+36+40+12+27+18}
{\displaystyle =189}.
Tiếp theo, lấy mô-đun 11 của tổng này, tức là lấy tổng này chia cho 11 để tìm số dư.
{\displaystyle {\frac {189}{11}}=17} dư 2
Nếu là phép chia hết (số dư bằng 0) thì chữ số kiểm tra sẽ là 0. Nếu phép chia có dư thì lấy 11 trừ đi số dư để tính ra chữ số kiểm tra, trong ví dụ này là:
{\displaystyle 11-2=9}
9 là chữ số kiểm tra.
Chữ X in hoa dùng trong trường hợp chữ số kiểm tra được tính ra là 10.
Để xác nhận chữ số kiểm tra, lấy từng chữ số trong cả tám chữ số của ISSN rồi nhân với số chỉ vị trí của nó (vẫn tính từ bên phải sang; X tương ứng với giá trị 10). Mô-đun 11 của tổng sẽ bằng 0 nếu tính đúng.

## Cấp mã
Mã ISSN được cấp phát bởi một hệ thống các Trung tâm Quốc gia ISSN, thường là đóng tại các thư viện quốc gia và được phối hợp bởi Trung tâm Quốc tế ISSN ở Paris, Pháp. Trung tâm này là một tổ chức quốc tế thành lập năm 1974 qua một thỏa thuận giữa UNESCO và chính phủ Pháp. Trung tâm có một cơ sở dữ liệu gọi là ISDS Register (International Serials Data System) hay ISSN Register, chứa tất cả ISSN được cấp trên thế giới. Đầu năm 2011, cơ sở dữ liệu này lưu trữ 1.623.566 ISSN.

## So sánh với các mã nhận dạng khác
ISSN và ISBN giống nhau về mặt ý tưởng, chỉ khác ở chỗ ISBN là dành để nhận diện sách. Đi kèm với ISSN áp dụng cho toàn bộ xuất bản phẩm nhiều kỳ thì ISBN cũng có thể được cấp cho một kỳ cụ thể của xuất bản phẩm đó. Không giống như ISBN, ISSN là mã nhận dạng gắn liền với nhan đề của một xuất bản phẩm nhiều kỳ và không chứa thông tin về nhà xuất bản hay nơi xuất bản. Vì lý do này mà số ISSN phải được cấp mới mỗi khi xuất bản phẩm có sự thay đổi lớn trong nhan đề.
Do ISSN áp dụng cho toàn bộ xuất bản phẩm nên người ta xây dựng thêm mã SICI (Serial Item and Contribution Identifier) để tham chiếu một tập, một bài viết cụ thể hay một thành phần nhận dạng (ví dụ mục lục).

## Tính sẵn có
Muốn tra cứu ISSN Register thì phải đăng ký do cơ sở dữ liệu này không có sẵn trên mạng Internet. Có một số cách để công chúng nhận dạng và xác nhận mã ISSN.
- Bản in của một xuất bản phẩm nhiều kỳ sẽ in kèm mã ISSN trong phần thông tin về xuất bản phẩm.
- Đa số các website của các xuất bản phẩm nhiều kỳ đều có kèm thông tin về ISSN
- Các trang web không chính thức trên mạng có thể cung cấp mã ISSN. Có thể tìm trực tuyến trên mạng mã ISSN hoặc nhan đề xuất bản phẩm.
- WorldCat cho phép tìm kiếm catalog của họ bằng mã ISSN thông qua cú pháp "issn:"+ mã ISSN trong ô tìm kiếm. Có thể truy cập trực tiếp một bản ghi về ISSN trên WorldCat bằng cách vào web http://www.worldcat.org/ISSN/, ví dụ http://www.worldcat.org/ISSN/1021-9749. Kết quả sẽ cho biết liệu có thư viện WorldCat nào trên thế giới có xuất bản phẩm với số ISSN do người dùng cung cấp hay là không.

## Sử dụng URN
Một mã ISSN có thể mã hóa thành Tên gọi Tài nguyên Đồng nhất (Uniform Resource Name - URN) bằng cách thêm tiếp đầu ngữ urn vào, tức là "urn:ISSN:". Ví dụ tạp chí Rail có thể được tham chiếu là "urn:ISSN:0953-4563". Không gian tên URN có sự phân biệt VIẾT HOA-viết thường, và không gian tên ISSN thì đều viết in hoa. Nếu chữ số kiểm tra là "X" thì vẫn viết hoa khi mã hóa thành URN.

### Vấn đề
URN là mã định hướng nội dung của ISSN là mã định hướng phương tiện:
- ISSN không phải là duy nhất khi khái niệm "tạp chí là một tập hợp các nội dung, nói chung là nội dung có bản quyền": cùng một tạp chí (cùng nội dung và cùng bản quyền) có thể có hai hoặc nhiều mã ISSN. Một URN cần trỏ đến "nội dung duy nhất" (một "tạp chí duy nhất" làm tham chiếu "tập hợp nội dung"). Ví dụ: Nature có ISSN 0028-0836 cho bản in và một ISSN khác là 1476-4687 cho cùng nội dung trên Web; chỉ số cũ nhất (0028-0836) được sử dụng làm số nhận dạng duy nhất. Vì ISSN không phải là duy nhất, nên trước năm 2007, Thư viện Y khoa Quốc gia Hoa Kỳ cần tạo NLM Unique ID (JID). [8]
- ISSN không cung cấp cơ chế phân giải như mã định danh đối tượng kỹ thuật số (DOI) hoặc URN, vì vậy DOI được sử dụng làm URN cho các bài báo mà (vì lý do lịch sử) không cần ISSN tồn tại. Ví dụ: tên DOI "10.1038/nature13777" có thể được biểu thị dưới dạng chuỗi HTTP là https://doi.org/10.1038/nature13777 và được chuyển hướng đến trang của bài viết hiện tại; nhưng không có dịch vụ trực tuyến ISSN, như http://dx.issn.org/, để giải quyết ISSN của tạp chí (ví dụ như 1476-4687 này).

## Nhãn danh mục phương tiện
Hai loại tiêu chuẩn của phương tiện truyền thông mà các loạt bài có sẵn nhiều nhất là bản in và bản điện tử .

### ISSN cho bản in
p-ISSN là nhãn tiêu chuẩn cho "Print ISSN", ISSN cho phiên bản phương tiện in (giấy) của một series. Thông thường nó là "phương tiện mặc định" và vì vậy là "ISSN mặc định".

### ISSN điện tử
e-ISSN (hoặc eISSN ) là nhãn tiêu chuẩn cho "ISSN điện tử", ISSN cho phiên bản phương tiện điện tử (trực tuyến) của một series.